# Occidryas hermosa
Occidryas hermosa är en fjärilsart som beskrevs av Wright 1906. Occidryas hermosa ingår i släktet Occidryas och familjen praktfjärilar. Inga underarter finns listade i Catalogue of Life.